# Гехт, Юрий Григорьевич
Юрий Григорьевич Гехт (23 июля 1943, Красновишерск — 29 ноября 2024, Израиль) — российский промышленник, генеральный директор ОАО «Сокольники», народный депутат РФ (1990—1993).
Родился 23 июля 1943 года в Красновишерске Молотовской области. По отцу — немец, по матери — еврей.
В 1963 году начал свою трудовую деятельность на Серпуховском заводе химического волокна. С 1963 по 1967 г. служил в Советской армии. Затем по комсомольской путевке был направлен на строительство Котласского целлюлозно-бумажного комбината, работал монтажником, в 1968—1971 годах там же инженером, начальником цеха, заместителем главного технолога. В 1973—1979 годах на Архангельском целлюлозно-бумажном комбинате: заместитель главного технолога, начальник производства.
В 1975 году окончил Ленинградскую лесотехническую академию им. С. М. Кирова по специальности инженер-экономист.
Перед этим учился в Обнинском филиале Московского инженерно-физического института (МИФИ), 3-й технический факультет.
С марта 1982 по сентябрь 1985 года заместитель генерального директора по производству объединения «Восход» (Москва) и одновременно директор фабрики № 3 этого объединения. В 1985—1987 годах заместитель генерального директора Братского лесопромышленного комплекса. С 1987 года директор Серпуховской бумажной фабрики и одновременно генеральный директор Производственного объединения (ПО) «Сокольники», в 1991 году ставшего одноименным акционерным обществом.
Член КПСС с 1970 по 1991 год. Делегат XXVIII съезда КПСС (июнь 1990). В 1990 году избран народным депутатом России по 95 Серпуховскому округу.
На I Съезде народных депутатов входил в депутатскую группу «Коммунисты России», но на трёх последующих съездах ни в одной из политических депутатских групп не состоял. Во второй половине 1991 года вошел в состав фракции «Промышленный Союз» (ПС) и вскоре стал её координатором. В конце декабря 1991 года назначен членом Высшего экономического совета при Президиуме Верховного Совета России. На VI Съезде народных депутатов России в апреле 1992 года был одним из организаторов центристско-консервативной коалиции «Созидательные силы», в которую вошли ПС, «Рабочий союз России» и «Смена — Новая политика».
На VII Съезде народных депутатов в декабре 1992 года был одним из номинаторов выдвижения Гайдара на пост главы правительства. Поддержал назначение премьером Виктора Черномырдина, но подвергал критике его последующую политику.
В 2004 году был обвинён в заказном похищения человека, в связи с чем эмигрировал в Израиль. Автор поэтических сборников «Мысли в стихах».
Умер 29 ноября 2024 года после продолжительной тяжёлой болезни.